# Campeonato Roraimense 2018
In 2018 werd het 59ste Campeonato Roraimense gespeeld voor voetbalclubs uit Braziliaanse staat Roraima. De competitie werd georganiseerd door de FRF en werd gespeeld van 1 maart tot 1 mei. Er werden twee toernooien gespeeld, omdat São Raimundo beide won was er geen finale nodig. De kampioen plaatste zich voor de Copa do Brasil 2019, Copa Verde 2019 en Série D 2019. Ook Roraima plaatste zich voor de Série D.
GAS verhuisde voor dit seizoen van de hoofdstad Boa Vista naar de stad Caracaraí 

## Eerste toernooi
Dit toernooi heette Taça Boa Vista.

### Eerste fase

#### Groep A
| Plaats | Club    | Wed. | W | G | V | Saldo | Ptn. |
| ------ | ------- | ---- | - | - | - | ----- | ---- |
| 1.     | GAS     | 3    | 2 | 1 | 0 | 7:2   | 7    |
| 2.     | Roraima | 3    | 2 | 0 | 1 | 4:4   | 6    |
| 3.     | Baré    | 3    | 0 | 2 | 1 | 5:6   | 2    |
| 4.     | Real    | 3    | 0 | 1 | 2 | 3:7   | 1    |

|  | Geplaatst voor finale Taça Boa Vista |

#### Groep B
| Plaats | Club         | Wed. | W | G | V | Saldo | Ptn. |
| ------ | ------------ | ---- | - | - | - | ----- | ---- |
| 1.     | São Raimundo | 3    | 3 | 0 | 0 | 12:1  | 9    |
| 2.     | Náutico      | 3    | 2 | 0 | 1 | 4:2   | 6    |
| 3.     | Progresso    | 3    | 0 | 1 | 2 | 2:8   | 1    |
| 4.     | Rio Negro    | 3    | 0 | 1 | 2 | 1:8   | 1    |

|  | Geplaatst voor finale Taça Boa Vista |

### Finale
|                |     |                                   |              |                          |
| 20 maart 21:00 | GAS | 0 – 3                             | São Raimundo | Vila Olímpica, Boa Vista |
| 20 maart 21:00 |     | 12' Raí 19' Ygor 70' André Arruda |              | Vila Olímpica, Boa Vista |

| GAS | São Raimundo |

## Tweede toernooi
Dit toernooi heette Taça Roraima. 

### Eerste fase

#### Groep A
| Plaats | Club    | Wed. | W | G | V | Saldo | Ptn. |
| ------ | ------- | ---- | - | - | - | ----- | ---- |
| 1.     | Baré    | 4    | 3 | 1 | 0 | 8:2   | 10   |
| 2.     | Roraima | 4    | 2 | 1 | 1 | 8:4   | 7    |
| 3.     | GAS     | 4    | 1 | 2 | 1 | 8:7   | 5    |
| 4.     | Real    | 4    | 0 | 1 | 3 | 4:13  | 1    |

|  | Geplaatst voor finale Taça Roraima |

#### Groep B
| Plaats | Club         | Wed. | W | G | V | Saldo | Ptn. |
| ------ | ------------ | ---- | - | - | - | ----- | ---- |
| 1.     | São Raimundo | 4    | 2 | 2 | 0 | 8:1   | 8    |
| 2.     | Rio Negro    | 4    | 2 | 0 | 2 | 6:11  | 6    |
| 3.     | Progresso    | 4    | 1 | 1 | 2 | 9:10  | 4    |
| 4.     | Náutico      | 4    | 0 | 2 | 2 | 3:6   | 2    |

|  | Geplaatst voor finale Taça Roraima |

### Finale
|             |                        |       |                                 |                     |
| 1 mei 17:00 | Baré                   | 2 – 2 | São Raimundo                    | Ribeirão, Boa Vista |
| 1 mei 17:00 | Stanley 85' Iury 90+4' |       | 37' Luã 50' Ygor                | Ribeirão, Boa Vista |
| 1 mei 17:00 | Strafschoppen          |       |                                 | Ribeirão, Boa Vista |
| 1 mei 17:00 | Peu Yuri Lucas Sudário | 0-3   | Ygor Romanelli Luã André Arruda | Ribeirão, Boa Vista |

| Baré | São Raimundo |

### Kampioen
| Campeonato Roraimense de 2018    |
| Roraima                          |
| -------------------------------- |
| SÃO RAIMUNDO Kampioen (9° titel) |